# ACME Anser
Pour les articles homonymes, voir Anser (homonymie) et ACME.
 (mai 2019).
Si vous disposez d'ouvrages ou d'articles de référence ou si vous connaissez des sites web de qualité traitant du thème abordé ici, merci de compléter l'article en donnant les références utiles à sa vérifiabilité et en les liant à la section « Notes et références ».
Connu par l’Army Air Force Air Material Command comme Projet RS-695B, désigné Anser par contraction de Analytical Service Inc car cette entreprise était impliquée dans sa réalisation, l'Acme Anser devait être un chasseur amphibie quadriplace biréacteur (sic). Monoplan à aile médiane, un prototype était en construction en 1958, mais il ne fut jamais achevé. On ne connaît pratiquement rien sur ce projet, mais au début des années 1960 il fut envisagé de le modifier en avion de lutte anti-insurrectionnelle pour le programme COIN, qui sera remporté par le North American OV-10 Bronco.